# Bergmar
Bergmar är en sjö i Österåkers kommun i Uppland och ingår i Norrtäljeån-Åkerströms kustområde.